# Liversedge
Liversedge est une ancienne ville du district métropolitain de Kirklees, dans le Yorkshire de l'Ouest, en Angleterre. Aujourd'hui elle fait partie de Birstall.